# Coln St. Aldwyns
Coln St. Aldwyns, auch Coln St. Aldwyn ist eine Ortschaft und ein Civil parish in der Grafschaft Gloucestershire (England) in den Cotswolds. Sie liegt im River Coln Valley, 4,8 km von Bibury und Fairford sowie 14,5 km von Cirencester entfernt. Die Gemeinde ist Teil des Riversmeet-Ward (Verwaltungseinheit) sowie des Parlaments-Wahlkreises und Districts Cotswold, der nach der Landschaft Cotswolds benannt ist.
Die Pfarrkirche St. John the Baptist aus normannischer Zeit, ausgebaut im 13. bis 15. Jahrhundert, befindet sich ganz im Süden der Gemeinde und ist gleichzeitig für einige benachbarte Orte zuständig. Die Gaststätte The New Inn at Coln stammt aus dem 18. Jahrhundert. Viele Häuser aus dem 17. und 18. Jahrhundert sind im traditionellen Cotswold-Stil aus Natursteinen erbaut.

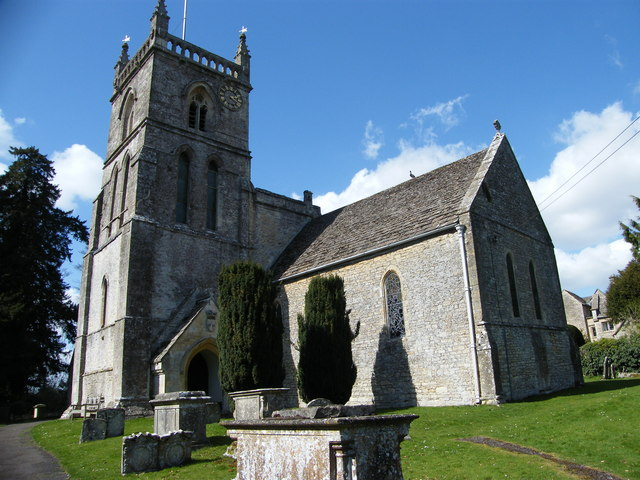
St. John the Baptist
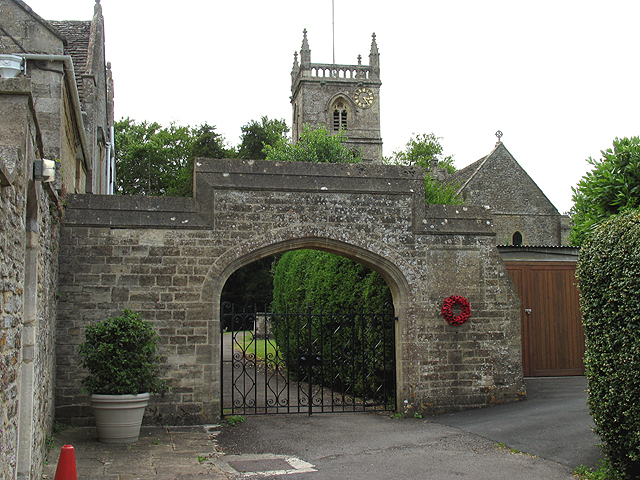
Kirchenpforte
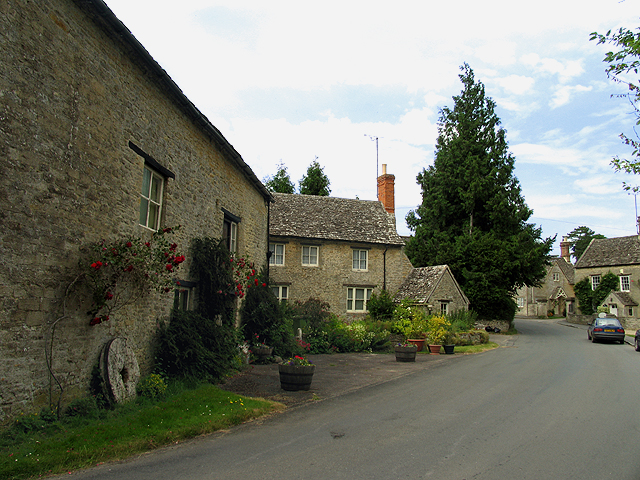
Mühle
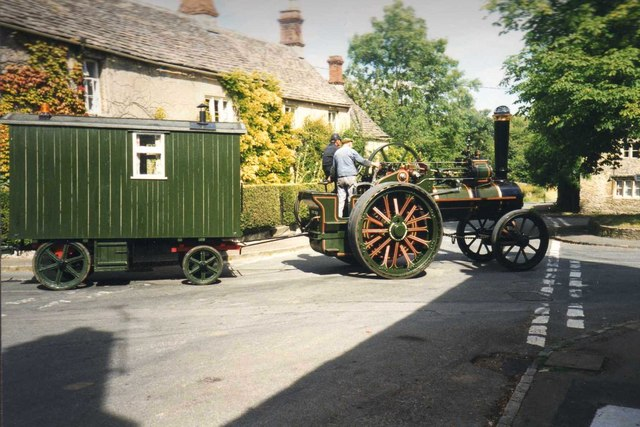
Ortsstraße mit Dampftraktor